# Nations Cup (snooker)
Nations Cup var en lagtävling i snooker som spelades åren 1999, 2000 och 2001. De två första åren deltog fyrmannalag från England, Skottland, Wales, Irland och Nordirland. De spelade i en grupp där alla lag mötte alla, följt av en final mellan de två högst placerade lagen. Till den sista upplagan av turneringen tillkom även lag från Kina (inklusive Hongkong), Malta och Thailand. Antalet deltagare per lag reducerades då till tre, och man delade även upp lagen i två grupper om fyra lag, där de två bästa i varje grupp gick till semifinal, följt av final.
Efter år 2001 lades turneringen ned, främst beroende på att det engelska TV-bolaget ITV inte längre ville sända tävlingen.

## Vinnare
| År   | Vinnare   | Vinnare                                                  | Motståndare | Motståndare                                              | Resultat | Säsong  |
| År   | Lag       | Spelare                                                  | Lag         | Spelare                                                  | Resultat | Säsong  |
| ---- | --------- | -------------------------------------------------------- | ----------- | -------------------------------------------------------- | -------- | ------- |
| 1999 | Wales     | Mark Williams Matthew Stevens Darren Morgan Dominic Dale | Skottland   | Stephen Hendry John Higgins Alan McManus Chris Small     | 6 - 4    | 1998/99 |
| 2000 | England   | Stephen Lee Ronnie O'Sullivan John Parrott Jimmy White   | Wales       | Mark Williams Matthew Stevens Darren Morgan Dominic Dale | 6 - 4    | 1999/00 |
| 2001 | Skottland | Stephen Hendry John Higgins Alan McManus                 | Irland      | Ken Doherty Fergal O'Brien Michael Judge                 | 6 - 2    | 2000/01 |